# 小行星9854
小行星9854（英語：9854 Karlheinz）是一颗围绕太阳公转的小行星。1991年1月15日，天文学家佛蒙特·伯根在陶腾堡发现了此天体。
这颗小行星的绝对星等为118.9138747993932等。